# Revista Teatral
Revista teatral: publicação quinzenal de assuntos de teatro nasceu em Lisboa a 15 de janeiro de 1885 por iniciativa de Joaquim Miranda e Colares Pereira. Teve uma duração curta, mas conheceu uma segunda edição dez anos depois apresentando matérias sobre os mais destacados artistas e dramaturgos portugueses e estrangeiros, e artigos de fundo sobre a arte da representação.